# CV-90
CV-90 (Combat vehicle 90), er et pansret køretøj der primært anvendes som infanterikampkøretøj, i daglig tale kaldet IKK, der er baseret på den svenske Stridsfordon 90 (Strf 90), som er en familie af pansrede køretøjer udviklet af H-B Utveckling (et selskab samejet af Hägglunds og Bofors). Til den svenske hær fremstilles chassiset ved Hägglunds og tårnet ved Bofors. I den danske udgave er tårnet fremstillet af Hydrema, og som navnet antyder udrustet med en 35 mm kanon, hvorfor den danske model bærer navnet CV-9035. Flere andre varianter anvendes eller har været på tegnebrættet, herunder 9030, 9040 og 90120, hvor de sidste cifre alle antyder kaliberen på kanonen. Køretøjet har, udover sin kanon, plads til at transportere op til syv soldater foruden de tre besætningsmedlemmer. Køretøjet adskiller sig først og fremmest fra andre ved sin fremkommelighed i svært terræn (moseområder og sne) og lave levetidsomkostninger. 
Køretøjets exceptionelle evner i sneterræn viste sig under øvelsen Cold Response 2006, da et større antal norske fjelde blev besteget. 
Køretøjet er kontinuerligt blevet videreudviklet, og kan betragtes som en svensk eksportsucces. Strf 90 (som kaldes CV90 i eksportversionen) er blandt andet leveret til Norge, Finland og Schweiz. I foråret 2005 bestilte Holland 184 køretøjer, som blev påbegyndt leveret i 2007 og i efteråret 2005 bestilte Danmark 45 stk, som blev leveret den 23. juni 2008. Senere i udviklingen af platformen er også pansrede mandskabsvogne (indgik i afprøvningen til Danmarks afløser til M113), mortervogne og andre specialfunktioner blevet føjet til porteføljen. 
Af større kommende brugere kan blandt andet Slovakiet, Tjekkiet og Ukraine nævnes.

## Udstyr
Den er forsynet med udvendige kameraer, så både kører, skytte, gruppefører og vognkommandør kan orientere sig 360 grader rundt om vognen, og er fuldt digitaliseret. Den er forsynet med et VIS system (Vehicle Information System) som via skærme giver information om alle undersystemer og våbensystemer til hhv. kører-, skytte-, gruppefører- og kommandørenvis deres egen VIS-skærm.
De nye IKK'er blev første gang udsendt til Afghanistan i 2010. IKK'en er foreløbig det eneste køretøj i forsvaret som er forberedt til "Den Digitale Kampplads".
Vognen er forsynet med en 35 mm Bushmaster III maskinkanon der kan skyde med programmerbar ammunition og har en maksimum skudafstand på 4000 m. Kanonen er forsynet med 2 magasiner der hver kan rumme 35 patroner.
IKK'en har også et 7,62 mm M/62 maskingevær i tårnaffutage med en maksimum skudafstand på 1600 m.
Endelig er vognen også forsynet med 10 røgkastere på tårnet (5 i hver side) og to af disse er såkaldte multipurpose-kastere der også kan skyde med brisant granater.
De norske ISAF-styrker har anvendt deres CV-9030 i Afghanistan siden 2007, og brugte det i 2007 til at besvare et angreb fra Taliban mod den afghanske sikkerhedstyrke 

## Produktionshistorie
Produktionen af Strf 90 begyndte i 1993. Frem til i dag er der bestilt over 1.200 stk.

## Brugere
- Danmark - 44 operative CV9035DK.[5] I alt 45 CV9035 bestiltes i 2005 og leveredes i årene 2007 og 2008 til hæren.[6] Hæren indsatte 10 CV9035 under kampene i Afghanistan fra 2010 til 2014. To blev skadet af vejsidebomber i april 2010, men blev efterfølgende genopbygget. Én blev totalskadet af en kraftig vejsidebombe i august 2010, som dræbte to og sårede tre soldater. Statsminister Mette Frederiksen underskrev i 2024 en kontrakt på yderligere 115 styk af en opdateret udgave og sammen med dette, kontrakt om Mid-Life Update af alle nuværende danske CV90 til samme standard.[kilde mangler]

- Holland, 184 CV9035.
- Norge, 104 CV9030N.
- Schweiz, 186 CV9030.
- Finland, 102 CV9030FIN (57+45)
- Sverige, over 500 eksemplarer af Strf 90 i forskellige versioner.